# Boisset-lès-Montrond
Boisset-lès-Montrond ist eine französische Gemeinde mit 1.214 Einwohnern (Stand: 1. Januar 2022) im Département Loire in der Region Auvergne-Rhône-Alpes. Sie gehört zum Arrondissement Montbrison und zum Kanton Andrézieux-Bouthéon (bis 2015: Kanton Saint-Just-Saint-Rambert). Die Einwohner werden Boissetaires genannt.

## Geografie
Boisset-lès-Montrond liegt etwa 25 Kilometer nordnordwestlich von Saint-Étienne an der Loire in der historischen Landschaft Forez. Umgeben wird Boisset-lès-Montrond von den Nachbargemeinden Chalain-le-Comtal im Norden und Nordwesten, Montrond-les-Bains im Norden und Osten, Unias im Süden und Südosten, L’Hôpital-le-Grand im Süden sowie Grézieux-le-Fromental im Westen.
Durch die Gemeinde führt die Autoroute A72.

## Bevölkerungsentwicklung
| Jahr                       | 1962 | 1968 | 1975 | 1982 | 1990 | 1999 | 2006 | 2017 |
| -------------------------- | ---- | ---- | ---- | ---- | ---- | ---- | ---- | ---- |
| Einwohner                  | 519  | 517  | 523  | 633  | 670  | 828  | 1006 | 1167 |
| Quellen: Cassini und INSEE |      |      |      |      |      |      |      |      |

## Sehenswürdigkeiten

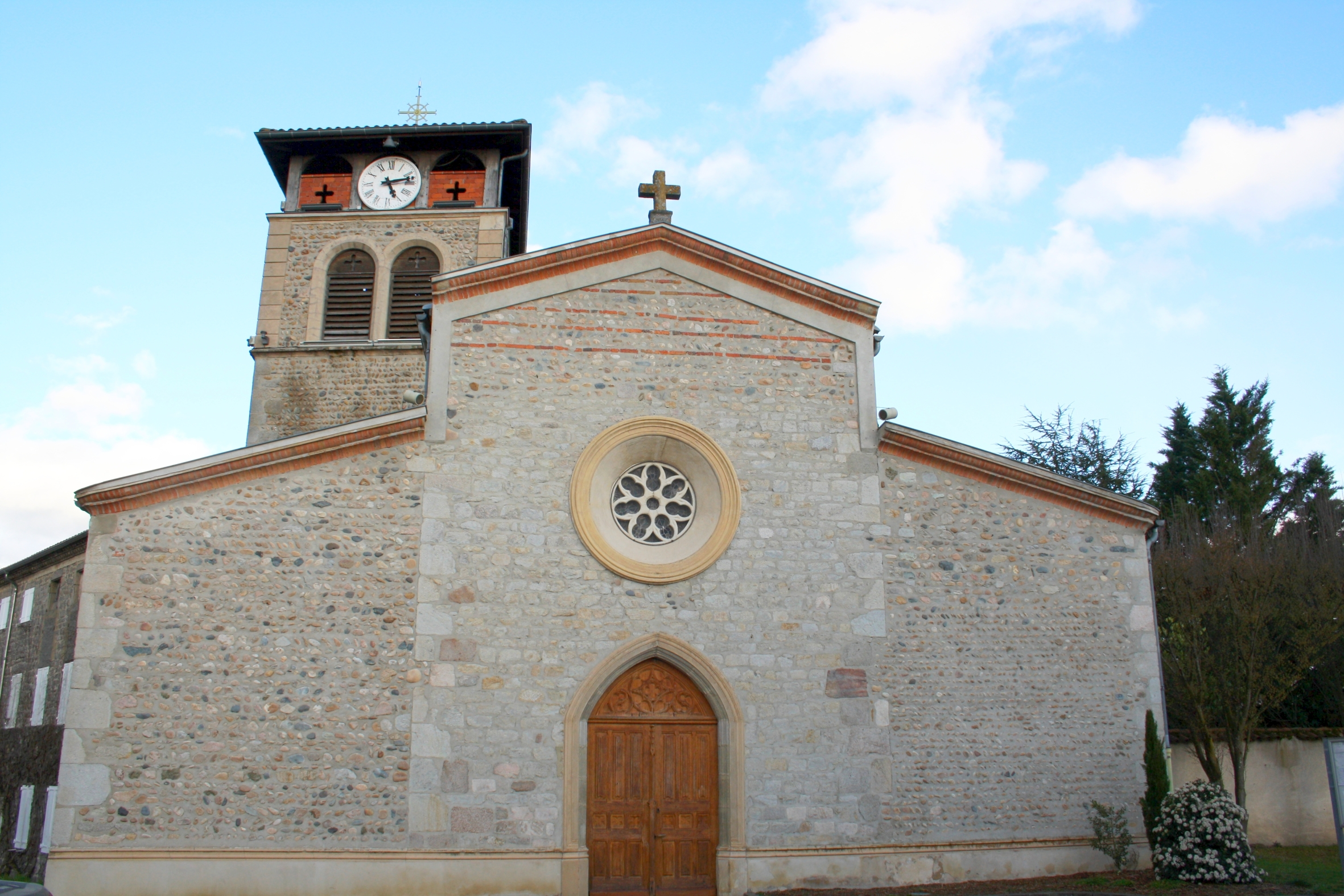
Kirche Saint-Blaise

- Kirche Saint-Blaise